# Chiesa di San Giovanni Battista (Montiano)
La chiesa di San Giovanni Battista è un edificio sacro situato a Montiano, nel comune di Magliano in Toscana, in provincia di Grosseto.

## Descrizione
L'edificio, alterato da varie ristrutturazioni, si articola in una navata unica con due cappelle laterali accanto l'ingresso ed è suddiviso in campate da arcate ogivali quattrocentesche. Un affresco frammentario con la Visitazione lascia supporre che nel secolo XV tutto l'interno della chiesa fosse affrescato. Al secolo XVII risalgono gli altari laterali in gesso e stucco realizzati secondo sobrie modalità barocche; come probabilmente anche l'elegante fonte battesimale in stucco.
Da segnalare alcune tele seicentesche: le Anime del Purgatorio salvate da angeli, la Visitazione, l'Apparizione della Madonna del Rosario con San Domenico e Santa Caterina a un vescovo e a due sovrani raccolti in preghiera.